# José Luis García del Pozo
José Luis García del Pozo známý i jako Recio (* 11. ledna 1991, Málaga, Španělsko) je španělský fotbalový záložník, který v současné době hraje v klubu Málaga CF.

## Klubová kariéra
Profesionální kariéru zahájil v klubu Málaga CF. V sezóně 2013/14 hostoval v jiném španělském týmu Granada CF.

## Reprezentační kariéra
José Luis García del Pozo působil v mládežnických reprezentacích Španělska.
Se španělskou reprezentací do 20 let se zúčastnil Mistrovství světa hráčů do 20 let 2011 v Kolumbii, kde byl jeho tým vyřazen ve čtvrtfinále Brazílií v penaltovém rozstřelu.